# Malacomeles paniculata
Malacomeles paniculata är en rosväxtart som först beskrevs av Alfred Rehder, och fick sitt nu gällande namn av James Bird Phipps. Malacomeles paniculata ingår i släktet Malacomeles och familjen rosväxter. Inga underarter finns listade i Catalogue of Life.